# Bruno Kramm

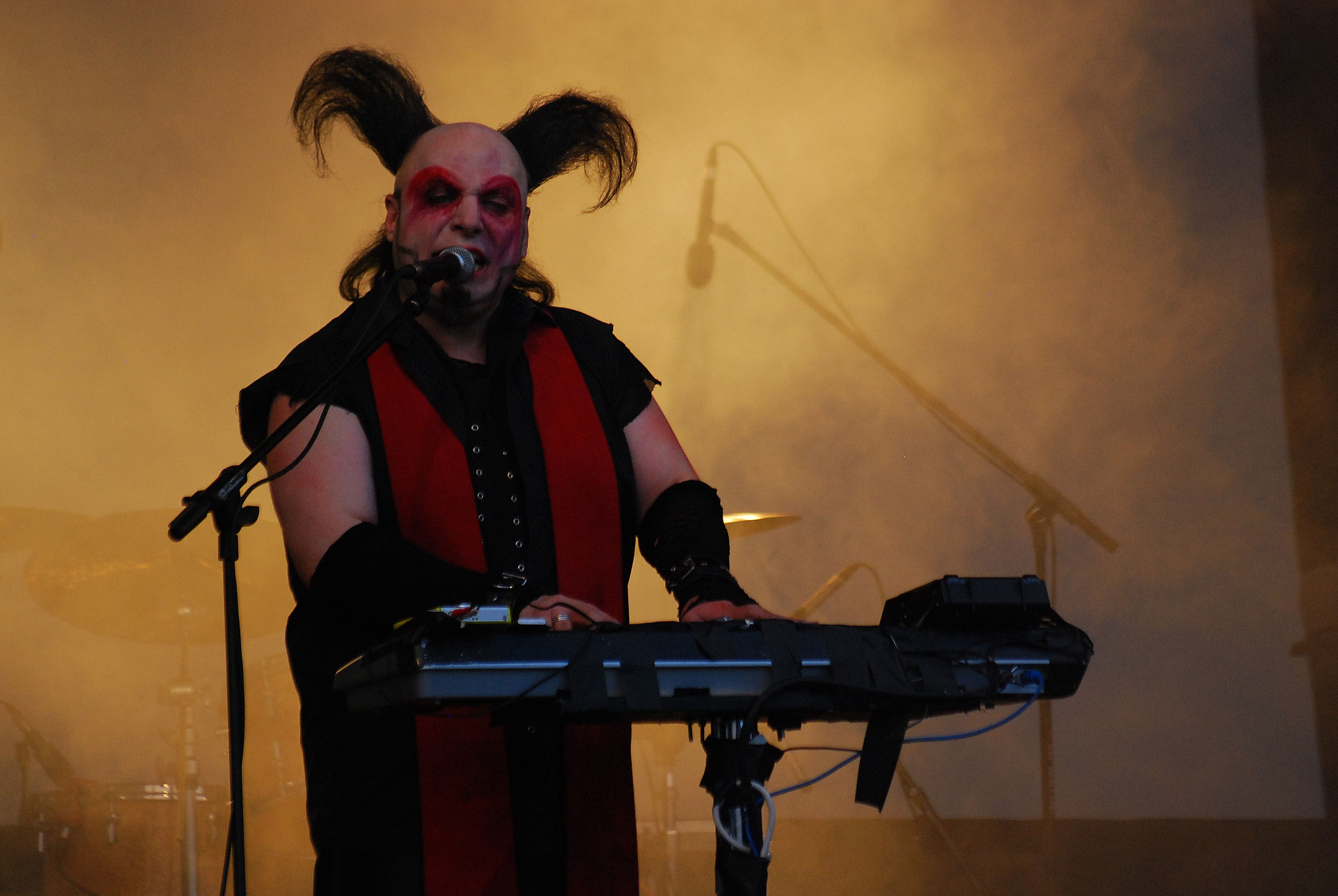
Bruno Kramm con su conocido pelo.

Bruno Kramm (n. 13 de octubre de 1967, Múnich, Alemania) es un músico alemán, conocido por su programación musical y por tocar el sintetizador y el teclado, dirigiendo y realizando coros para el dúo Electro-Industrial Das Ich, junto a Stefan Ackermann. Kramm es un instrumentalista múltiple, cantautor y fundador del club de subcultura gótica alemán Generation Gothic. También es productor de grabación para muchos proyectos musicales de varias bandas.
Conocido por su "pelo de cuernos de demonio", Kramm luce un traje oscuro durante las actuaciones en Das Ich, estando a menudo significativamente más "maquillado" que Ackermann, el vocalista. Sus voces tienden a mostrar una sensación más profunda y más intensa que las de Stefan, con un ritmo rápido y contraste agudo, una voz emocionante.
Bruno Kramm es un miembro activo del Partido Pirata de Alemania, y ha sido designado por su junta directiva como comisionado federal de derechos de autor. Desde 2014 ejerce la presidencia estatal del partido en Berlín, y para las Elecciones estatales de Berlín de 2016 fue el cabeza de lista del partido.